# Finnia Wunram
Finnia Wunram (Eckernförde, 18 dicembre 1995) è una nuotatrice tedesca.
Ha vinto la medaglia d'argento ai Campionati del mondo 2019 nella 25 km di fondo.

## Palmarès
- Mondiali

Gwangju 2019: argento nei 25 km.